# Onze-Lieve-Vrouw-Hemelvaartkerk (Ninove)

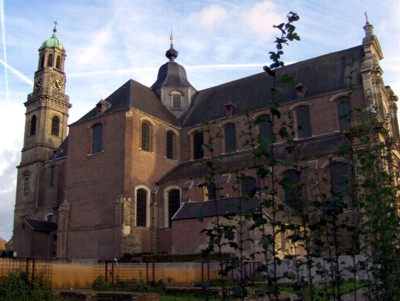

De Onze-Lieve-Vrouw Hemelvaartkerk in Ninove is een van de grootste barokkerken in Vlaanderen. De kerk maakte vroeger deel uit van de norbertijner abdij van Sint-Cornelius en Sint-Cyprianus en wordt daarom ook wel de abdijkerk genoemd. Vandaag de dag doet ze dienst als parochiekerk. Vanuit de lucht gezien is de vorm van de kerk een Latijns kruis.

## Geschiedenis
De oorspronkelijke abdijkerk werd in 1174 gewijd en was gebouwd in romaans-gotische stijl. In 1400 werd deze nog verbouwd. Tussen 1578 en 1580 werden de kerk en de abdijgebouwen ernstig beschadigd. In 1623 werden de restanten van de kerk afgebroken. In 1635 werd een voorlopige kapel gebouwd. Met de bouw van de huidige kerk werd begonnen in 1640, nadat abt Jan David in 1628 het plan voor de bouw vanuit Rome had meegebracht.

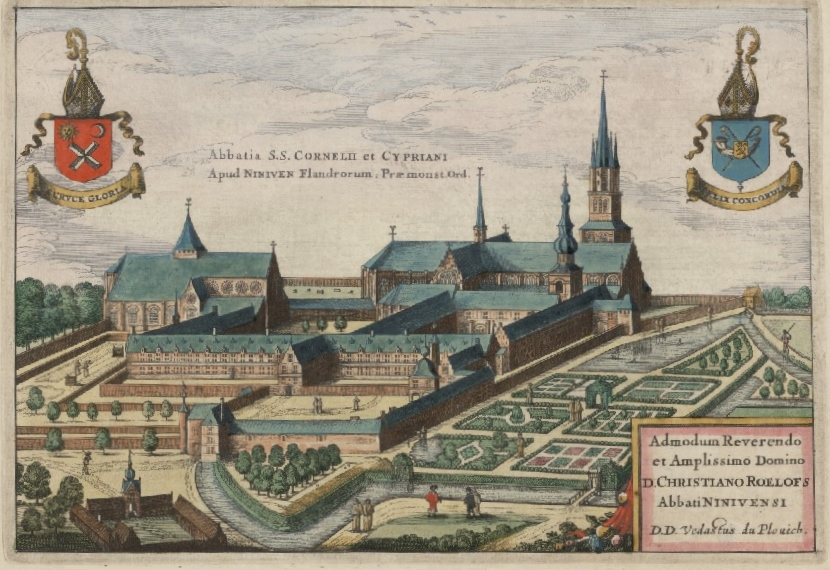
De Abdij van Sint-Cornelius en Sint-Cyprianus in de eerste helft van de 17e eeuw (afbeelding uit Flandria Illustrata - 1641)

Door financieringsproblemen schoten de werken echter decennialang niet op. Het was pas in 1716 dat abt Ferdinand Vander Haeghen de bouw hernam en voltooide. De kerk werd ingewijd op 27 april 1727 door de aartsbisschop van Mechelen.
Nog enkele belangrijke momenten in de geschiedenis van de kerk:
- Het orgel werd in 1728 vervaardigd door de beroemde orgelbouwer Jean-Baptiste Forceville.
- Op 1 maart 1813 werd de voormalige abdijkerk in gebruik genomen als nieuwe parochiekerk.

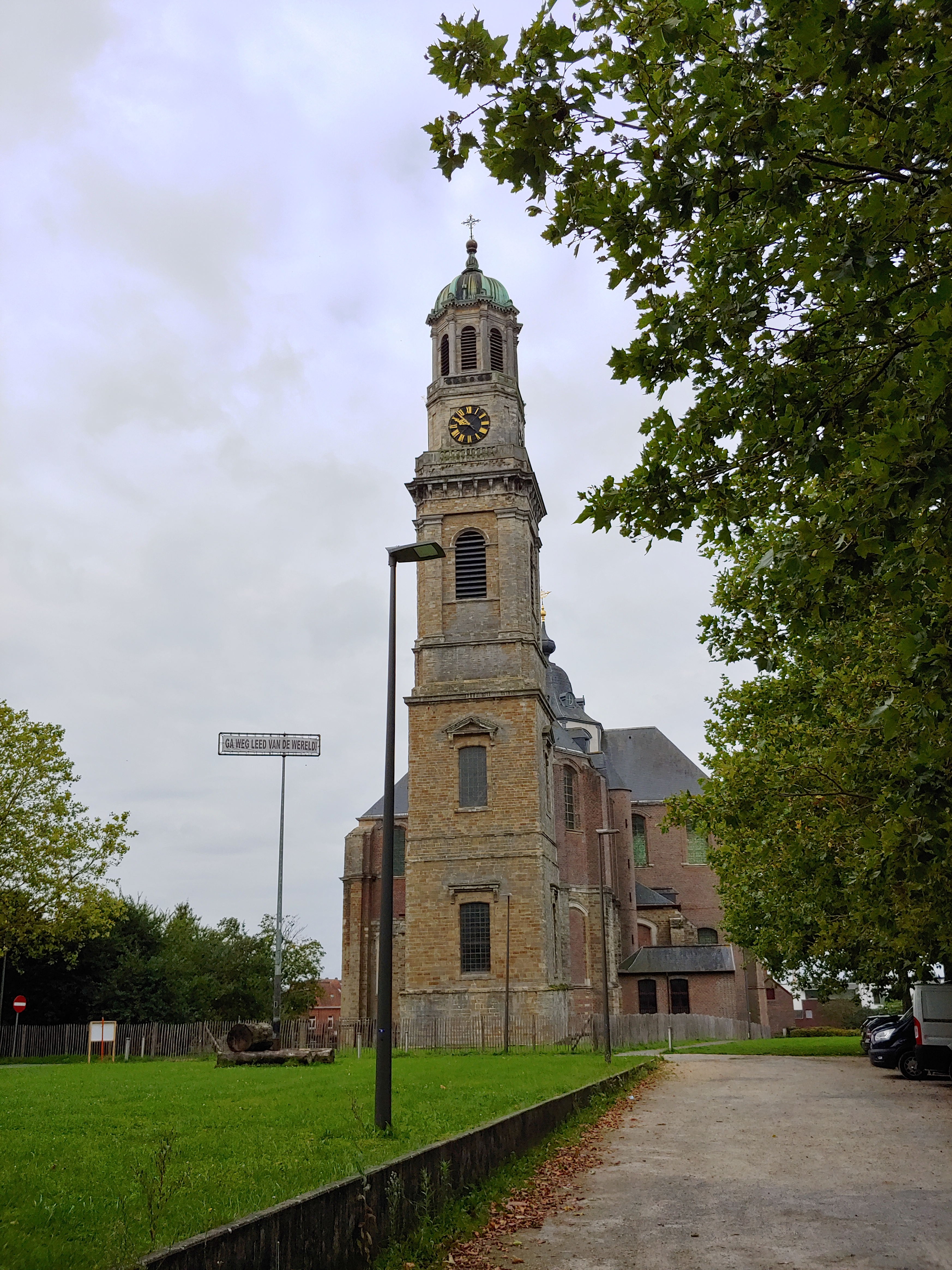

- De toren die los staat van het kerkgebouw, werd pas in 1844 voltooid.

In 2022 werden bij archeologische opgravingen de resten blootgelegd van het 17de-eeuwse gastenverblijf en de 12de-eeuwse romaanse kerk. Er werd ook een zegelstempel gevonden van broeder Balduinus. . In 2023 wordt de toren gerestaureerd 

## Kenmerken
De kerk werd gebouwd tijdens de Régence. De buitenzijde van het gebouw is dan ook sober en streng. Het gebouw en het meubilair werden gerealiseerd door dezelfde abt Vander Haeghen.
De patroonheiligen van de abdij waren Cornelius en Cyprianus. Hun levens worden in houtsnijwerk en schilderijen uitgebeeld in tien taferelen aan de muren aan de noord- en zuidzijde van de kerk.

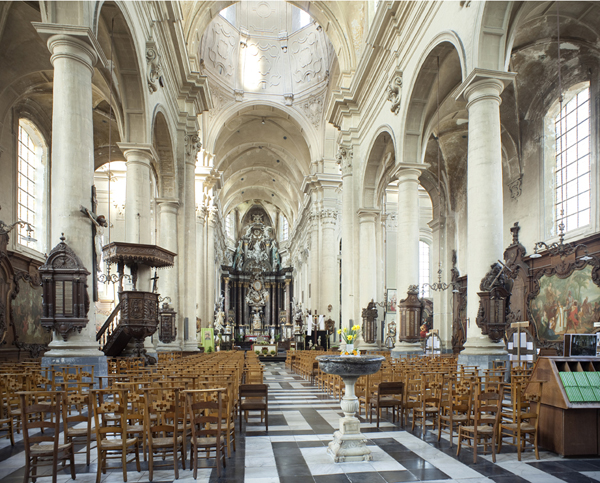
Schip met zicht op het altaar
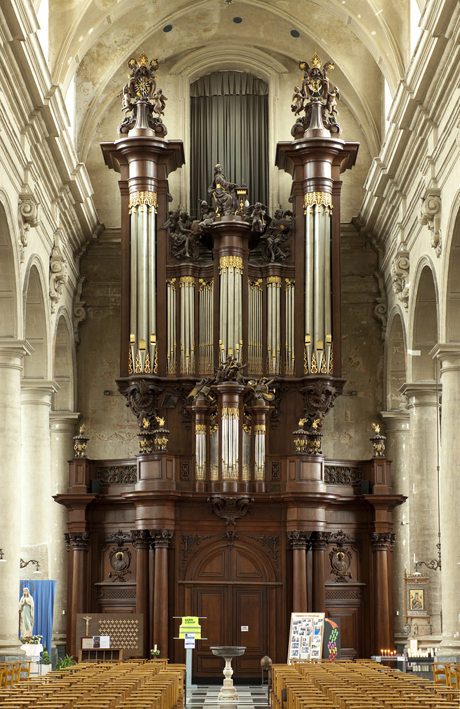
Orgel
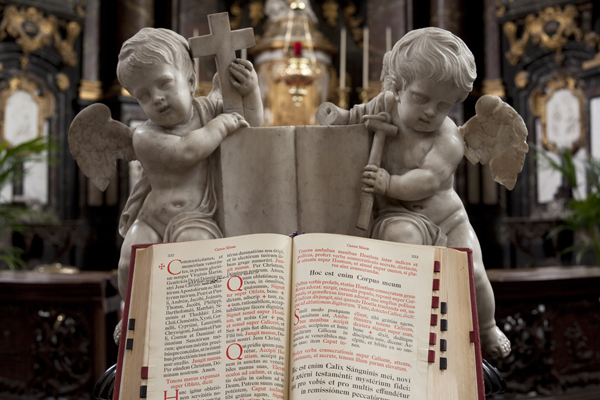
Lessenaar
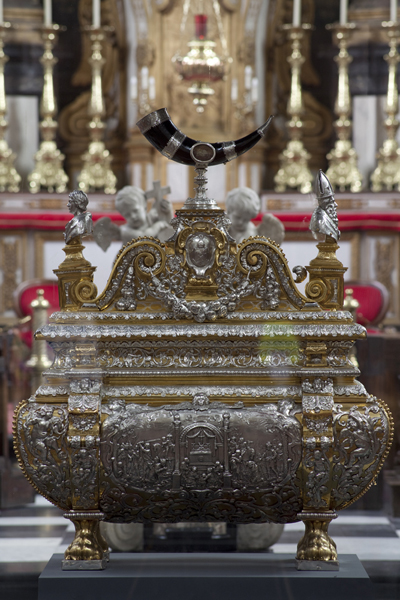
Reliekschrijn van Cornelius en Cyprianus
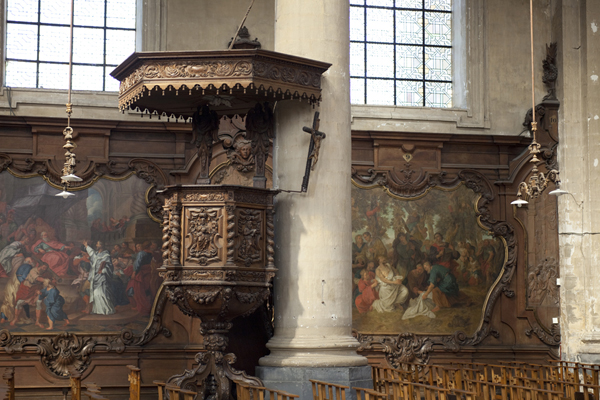
Preekstoel